# Wurfwecker

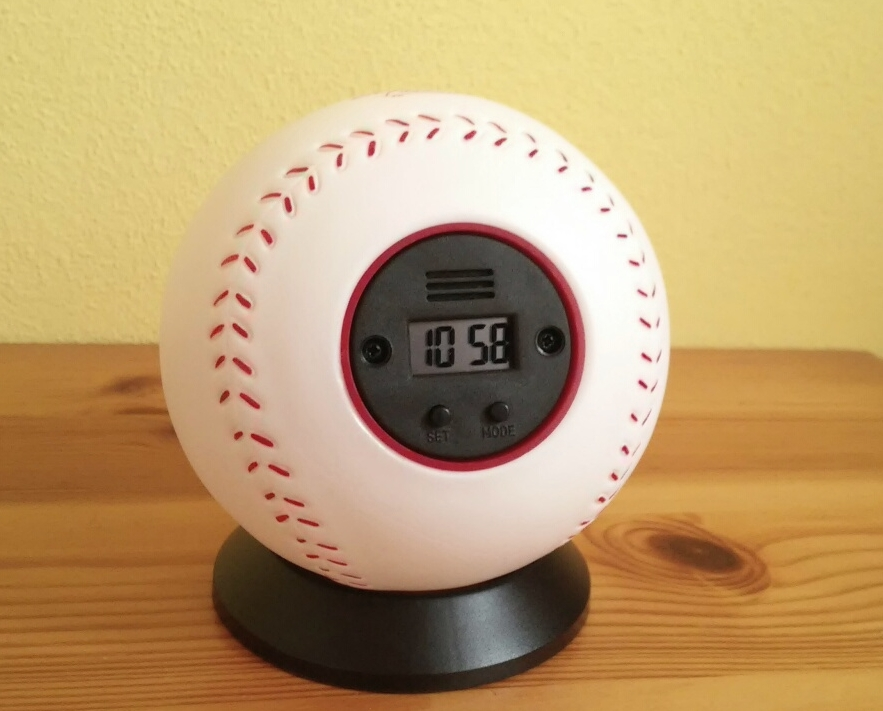
Ein Wurfwecker im Baseball-Design

Ein Wurfwecker ist eine Weckuhr, die zum Ausschalten des Wecksignals mit Schwung gegen eine Wand oder auf den Boden geworfen werden muss.

## Beschreibung
Wurfwecker mit fantasievollen Produktnamen wie Time Flys oder Smash gibt es in zahlreichen Variationen zu kaufen. In der Regel sind die Geräte kugelförmig, da es sich meist um Nachbildungen von Bällen handelt, die bei verschiedenen Sportarten benutzt werden. So gibt es beispielsweise Fußball-, Golf-, Tennis- oder Baseball-Wurfwecker und die Variante eines Rugby-Wurfweckers in der Sonderform eines verlängerten Rotationsellipsoids. Die Hersteller weisen vorsichtshalber ausdrücklich darauf hin, dass die Geräte nicht für normale sportliche Aktivitäten benutzt werden dürfen.
Als Zubehör gehört zu allen runden Wurfweckern ein flacher Standfuß, der ein Wegrollen vom Nachttisch verhindern soll. Die Wurfwecker wiegen ca. 20 g und sind mit einem Durchmesser von ca. 10 cm gerade so groß, dass sie noch gut mit einer Hand gegriffen werden können. Die ballförmigen Geräte sind innen hohl. Sie werden aus dem robusten Kunststoff PVC hergestellt. Auf einer Seite des Weckers befindet sich ein kleines, batteriebetriebenes Einbauteil mit einer digitalen Zeitanzeige und verschiedenen Einstellmöglichkeiten für die Uhr- und Weckzeit.
Für McDonald’s wurde im Jahr 2003 ein Wurfwecker mit krähendem Weckton als Moorhuhn-Plüschfigur hergestellt. Es gibt auch Wurfwecker in orangefarbenem Hüpfball-Design und einen Star-Wars-Wurfwecker mit dem Slogan „Weck den Sith in Dir“.

## Verwendung
Die Verwendung eines Wurfweckers soll laut Herstellerangaben bewirken, dass durch die erforderliche kräftige Wurfbewegung der Kreislauf der geweckten Person angeregt wird. Diese Wirkung wird noch verstärkt, wenn der Wurf nicht mit genügend Kraft ausgeführt wurde, sodass der Signalton nicht verstummt. Das wegrollende und weiterhin signalgebende Gerät muss dann im Zimmer gesucht und nochmals geworfen werden. Die benötigte Konzentration beim Werfen, damit nicht versehentlich eine Fensterscheibe oder ein Spiegel zu Bruch geht, beschleunigt den Aufwachprozess zusätzlich. Ein weiterer Effekt des kraftvollen Werfens ist der Abbau von Aggressivität, die sich bei der aus dem Schlaf gerissenen Person gegenüber dem ruhestörenden Gerät bilden kann. Wurfwecker eignen sich deshalb besonders für Morgenmuffel.
In einem Artikel der Frankfurter Allgemeinen Zeitung vom Dezember 2005 wird das alternative Weckgerät als „Substitut gegen den morgendlichen Groll und ein Muß für Frühsportfanatiker“ bezeichnet.